# Forum sociale dell'Africa meridionale
Il Forum sociale dell'Africa meridionale (in inglese Southern African Social Forum), anche conosciuto con l'acronimo SASF, è un movimento della alter-globalizzazione dell'Africa del sud nato sull'esempio del Forum sociale mondiale del 2001. Questo movimento organizzava l'omonima conferenza del Forum sociale che si teneva ogni anno in un diverso paese dell'Africa meridionale.
Il Forum sociale dell'Africa meridionale nacque come costola del Forum sociale africano (ASF) che si è tenuto in Mali nel 2001 e in Etiopia nel 2002. Fu proprio nel forum etiope dell'ASF che fu concordato che i Forum dovevano essere organizzati a un livello più locale e ramificato, anche per superare i problemi dei costi proibitivi dei trasporti.

## Storia
Il SASF del 2003 si è tenuto dal 9 al 12 novembre 2003 a Lusaka, in Zambia, sotto lo slogan "Un'altra Africa meridionale è possibile". Hanno partecipato circa 400 persone.
Al convegno furono approvate mozioni che affermavano che il Forum "il processo di globalizzazione, dominato dalle grandi corporazioni transnazionali del Nord, sta avendo un impatto negativo sulla popolazione [dell'Africa meridionale]" e che il Nuovo piano economico per lo sviluppo africano (NEPAD) dovrebbe essere respinto "come espressione di sostegno da parte di alcuni leader del nostro continente all'élite mondiale a spese della maggioranza".
Il SASF del 2005 si è svolto ad Harare, in Zimbabwe e vide la più grande partecipazione, con circa 4.000 persone partecipanti che provenivano da Sudafrica, Botswana, Mozambico, Malawi, Lesotho, Swaziland e Zimbabwe.
Gli organizzatori dell'evento erano stati messi sotto pressione dalla polizia dello Zimbabwe, che aveva avvertito i relatori che qualsiasi critica a Robert Mugabe avrebbe portato alla chiusura dell'evento. Ma alla fine dell'incontro, incoraggiati dalle dimensioni della partecipazione, i relatori hanno denunciato Mugabe. Secondo Charie Kimber, in un articolo sul Socialist Worker "metà della polizia che guardava annuiva in segno di assenso".
I relatori all'evento erano critici nei confronti del capitalismo stesso e dei governi della regione. Uno slogan popolare nella manifestazione era "phansi capitalism" (abbasso il capitalismo) e "viva il socialismo".